# Poids total autorisé en charge
Pour les articles homonymes, voir Poids total en charge et Poids (homonymie).
En France, le poids total autorisé en charge (anciennement PTC puis PTAC) ou, au Canada, poids nominal brut du véhicule (PNBV) ou masse maximale autorisée (convention de Vienne sur la circulation routière) est la masse maximale autorisée pour un véhicule routier, qui est la masse qu'un véhicule chargé ne doit pas dépasser au sens  de la réglementation, tel que spécifié dans le code de la route. Elle comprend le poids du véhicule à vide, la charge maximale de marchandises (charge utile) ainsi que le poids maximal du chauffeur et de tous les passagers.
Cette masse est définie par le constructeur ou l’importateur du véhicule, entre autres caractéristiques présentées lors de l’homologation du véhicule par les autorités compétentes, nécessaire pour que ce véhicule obtienne l’autorisation de circuler sur le réseau routier du pays considéré.
Le code de la route prévoit généralement des dispositions particulières pour différentes catégories de PTAC, concernant notamment le type de permis de conduire que doivent posséder les conducteurs de ce type de véhicule.
Il ne faut pas confondre PTAC avec PTRA (poids total roulant autorisé) qui ajoute le poids de remorquage autorisé au PTAC. Le PTRA est pris en compte pour dimensionner les organes mécaniques d'un véhicule et leur refroidissement.
Dans le cas d'un ensemble routier, le PTRA est la plus petite valeur entre la somme des PTAC de chaque véhicule et le PTRA du véhicule moteur.

## Notion de poids et de masse
Le terme « poids » est généralement utilisé pour la masse, hors domaine aéronautique.
La convention de Vienne de 1968, utilise depuis 1993 le terme de masse plutôt que celui de poids.

Ainsi depuis 1993, elle définit : 

« la  masse en charge de ce véhicule ne doit jamais dépasser la masse maximale autorisée »

## Réglementation

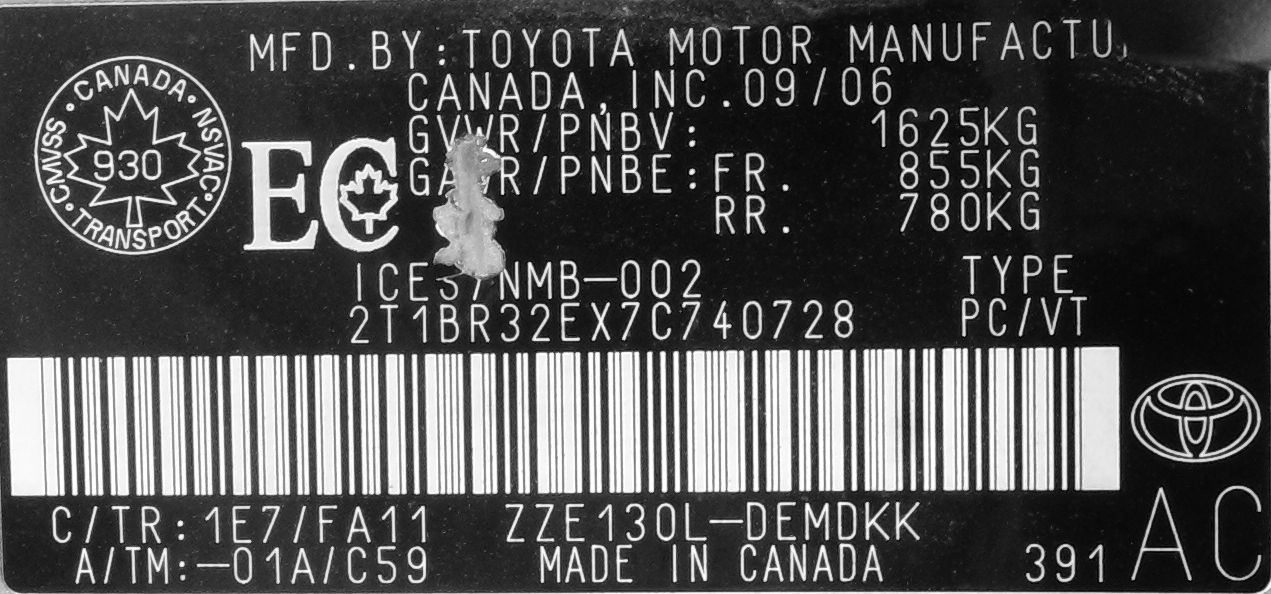
Cette plaque signalétique d'une voiture Toyota Corolla 2007 fabriquée au Canada indique un PNBE de 855 kg sur l'essieu avant et de 780 kg sur l'essieu arrière.

### Au Canada
Les charges dépendent des types de camions.
Au Canada, et/ou au Québec, on utilise les concepts de PNBE : poids nominal brut sur l'essieu, et de GAWR : gross axle weight rating.
Les règles qui s'y appliquent sont complexes et sont détaillées dans des documents tels que le Guide des normes de charges et dimensions des véhicules routiers de 2013, au Québec, sous l’appellation masse totale en charge maximale autorisée. Par exemple, un camion qui entre au Québec via la jonction de l'autoroute 401 vers la 20, passant par Coteau-Station, doit aller se faire peser avant d'entrer sur le territoire de Vaudreuil-Soulange en bordure de cette route, la 20,  à la station à cet effet.

### Union européenne
Le terme utilisé est "masse en charge techniquement admissible"
Le seuil de 3,5 tonnes de PTAC sert à distinguer les poids lourds, d'un poids supérieur, des véhicules légers d'un poids inférieur comme les véhicules utilitaires légers ou les voitures de tourisme. Cette limite est la même que celle définie par la convention de Vienne (1968).
Des textes comme la Directive 96/53/CE du Conseil du 25 juillet 1996 établissent des liens avec les essieux.

### France

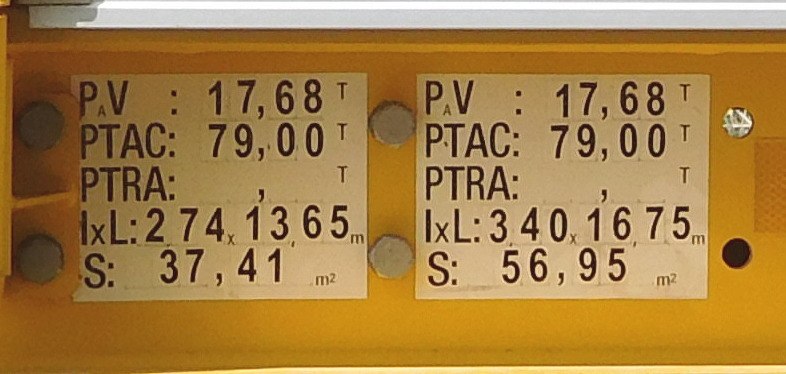
Plaques d'un véhicule articulé, indiquant un PTAC de 79 t.

L'article R312-4 du code de la route français définit les limites du poids total autorisé en charge d'un véhicule :
- véhicules isolés à 2 essieux : 19 tonnes[7] ;
- véhicules isolés à 3 essieux : 26 tonnes[7] ;
- véhicules isolés à 4 essieux et plus : 32 tonnes[7] ;
- le PTAC des remorques est le même que celui des véhicules tracteurs mais pas les semi-remorques ;
  - le PTAC des semi-remorques se répartit de la façon suivante :

| Nombre d'essieux | Immatriculation avant le 1er janvier 2011 | Immatriculation après le 1er janvier 2011 |
| ---------------- | ----------------------------------------- | ----------------------------------------- |
| 1                | 26                                        | 26                                        |
| 2                | 32                                        | 37                                        |
| 3                | 34                                        | 38                                        |